# 拉嫩維斯格拉本河

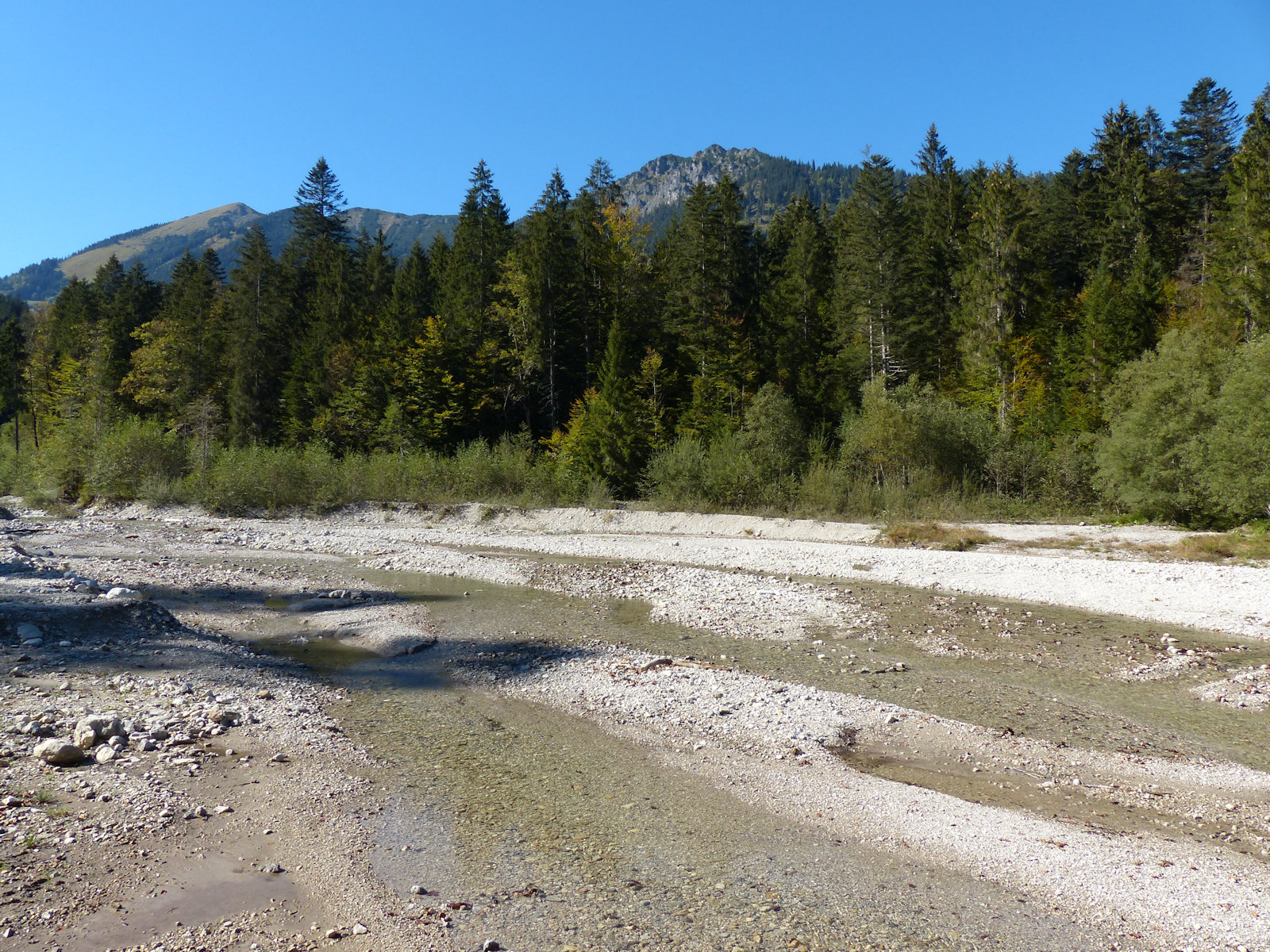

47°30′52″N 11°06′15″E / 47.514522°N 11.104204°E
拉嫩維斯格拉本河（德語：Lahnenwiesgraben），是德國的河流，位於該國東南部，由巴伐利亞負責管轄，屬於洛伊薩赫河的支流，河道全長8.9公里，流域面積19平方公里。